# Valle de Napa

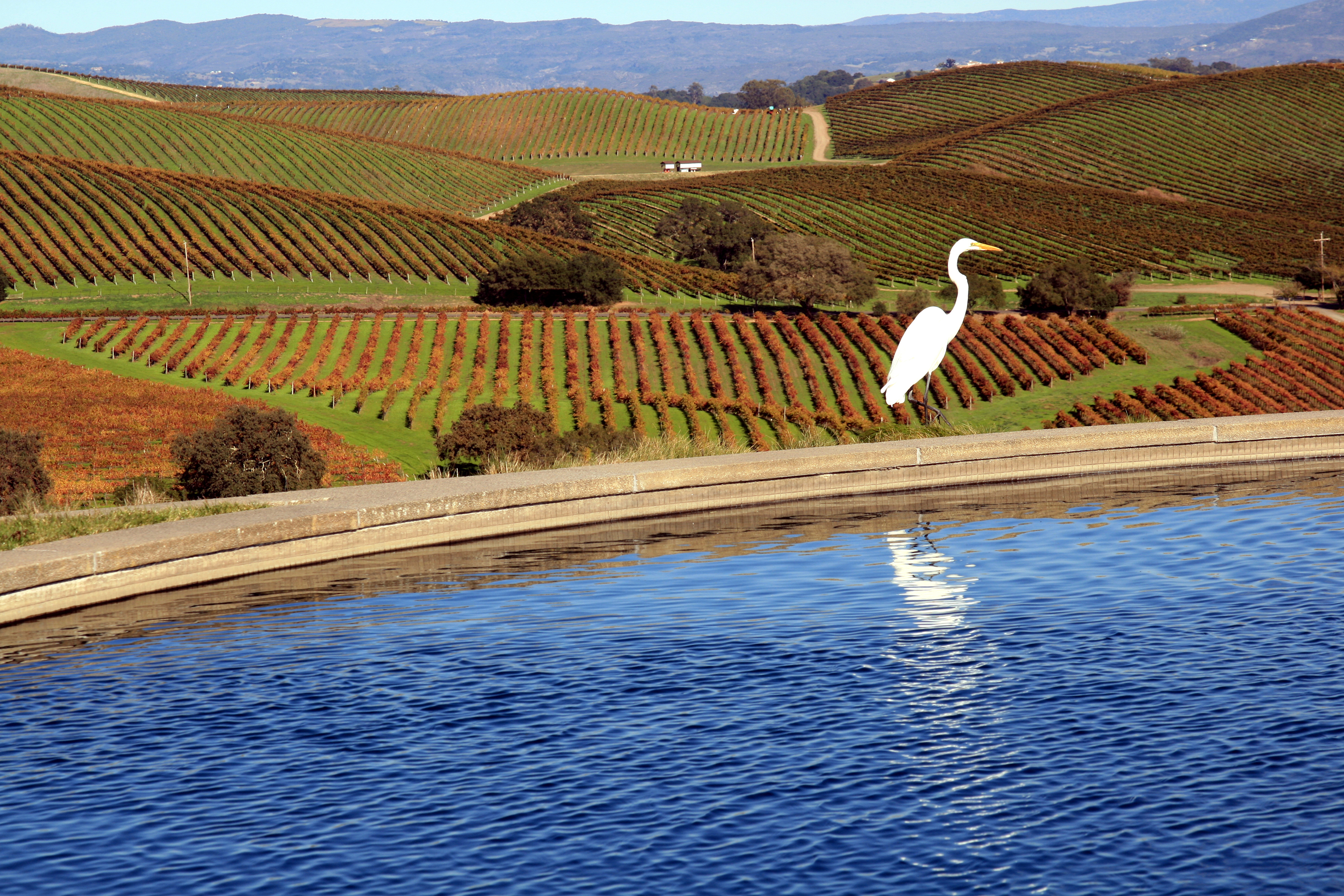
Vista del valle de Napa.

El Valle de Napa (en inglés: Napa Valley) es una región de California, Estados Unidos, conocida principalmente por su producción de vino. El nombre "Napa" deriva de "Wappo", que es el nombre de los indios que habitaron la región. Se piensa que el nombre "Wappo" fue dado por los españoles, por su parecido a "guapo". El valle se localiza en el condado de Napa. Se sitúa a una hora en automóvil de San Francisco.
El valle de 48 kilómetros de largo concentra más de 300 productores de vino y representa, de alguna manera, la nueva industria del vino, no solo porque produce vinos de excelente calidad sino porque ha logrado la fusión con la gastronomía y el turismo. Cada año cerca de 8 millones de personas visitan el Valle de Napa, convirtiéndolo en una de las más populares atracciones turísticas de California, después de Disneylandia.
En 1965, Robert Mondavi fundó la primera gran viña en el Valle de Napa. Luego le siguieron otras, lo que hizo crecer la reputación del valle. En 1976 la región ganó un gran auge como resultado de la famosa Cata de Paris de 1976, que galardonó a los Chardonnay y Cabernet Sauvignon por sobre los vinos franceses en una cata a ciegas. El resultado de esta prueba sentó las bases del éxito del Valle de Napa como productor de vino de clase mundial.

## El valle de Napa en la cultura popular

### Cine
Aquí se rodó la película The Parent Trap, conocida en Hispanoamérica como Juego de Gemelas y en España como Tú a Londres y yo a California.
Fue además la inspiración para el famoso "Valle de Tuscany" de la serie de televisión Falcon Crest, y donde se grabaron los exteriores de la serie durante las siete primeras temporadas y el capítulo piloto.

### Fotografía

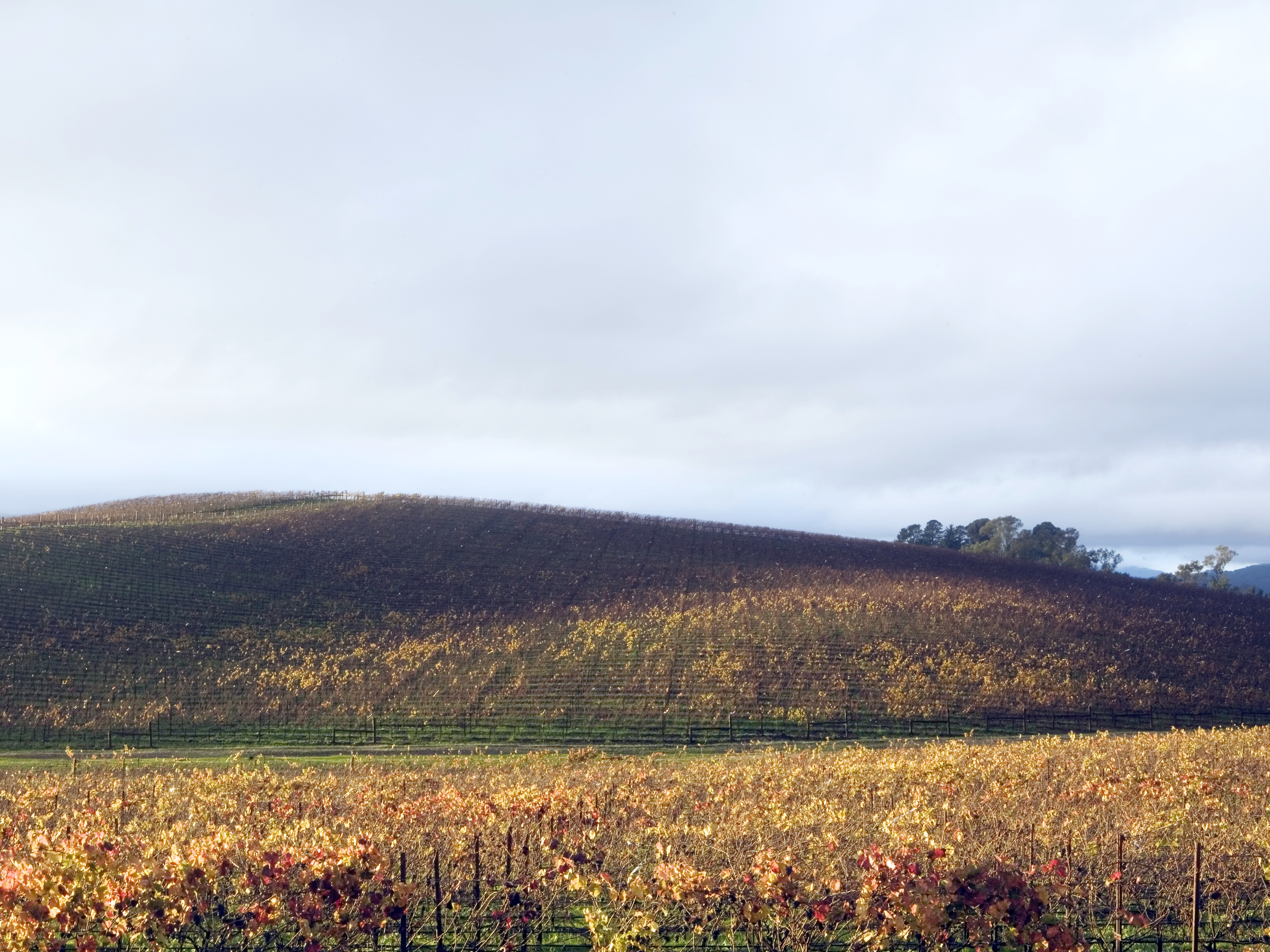
La colina que fotografió Charles O'Rear, en 2006.

Aquí se tomó la famosa imagen que sirvió como fondo de pantalla predeterminado de Windows XP (llamada "Bliss", conocida posteriormente en España y América Latina como "Felicidad"), obra de Charles O'Rear, quien pasaba por una carretera cercana. En 1995 una plaga de filoxera atacó el lugar dándole un aspecto más amarillento.